# ナックモエ
ナックモエ（นักมวย）は、ムエタイの選手を表す用語。タイ語の「นักมวย」の日本語表記方法のひとつで、他に「ナックムエ」、「ナックムアイ」とも表記される。

## 関連作品

### 漫画
- 村瀬克俊『K.O.SEN』「ナックモエ」